# سرآب (آذربایجان شرقی)
سَرآب یکی از شهرهای استان آذربایجان شرقی و مرکز اداری شهرستان سرآب است. سرآب هشتمین شهر پرجمعیت استان آذربایجان شرقی است.
این شهر با ۴۵٬۰۳۱ نفر جمعیت در سال ۱۳۹۵ خورشیدی، هفتمین شهر استان محسوب می‌شود.
شهر سرآب در منطقه‌ای به وسعت ۱۳ کیلومتر مربع گسترده شده است. این شهر در ۸۶ کیلومتری غرب اردبیل، ۱۳۴ کیلومتری شرق تبریز و ۱۸۵ کیلومتری میانه واقع شده است. با احداث راه جدید سرآب به میانه، فاصله این دو شهر به یک سوم کاهش خواهد یافت و علاوه بر سرآب، منطقه ارسباران نیز از بن‌بست خارج خواهد شد.

مدارک و شواهد گسترش روستاها و شکل‌گیری زندگی بر پایه کشاورزی و دامپروری در حدود ۸٬۰۰۰ سال پیش از میلاد در محدوده میانی کوه‌های زاگرس یعنی مناطقی مثل سرآب، تپه گوران و علی کش را ثابت می‌کند.

## نام
حمدالله مستوفی در کتاب معروف خود یعنی نزهة القلوب می‌نویسد سرآب شهری است از شرق سبلان مایل به قبله افتاده، هوایش سرد است و آب آن از رودی که بدان شهر منسوب است از کوه سبلان برخیزد و به دریاچه چی چست (ارومیه) ریزد. مردمان این شهر اورارتویی ریشه و شیعی مذهب. یاقوت حموی این شهر را «سراو» یا «سرو» ضبط کرده و می‌گوید در سال ۶۱۷ هجری مغول به آن شهر حمله کرده، آن را خراب کرد و بیشتر اهالی آن کشته شدند. مورخان نیز سرآب را سراو ذکر کرده‌اند که در کنار رودخانه سراو بنا شده و از این نام اسم شهر را سراو یا سرآب گذاشته‌اند. جغرافی‌نویسان قدیم به جای نام سرآب لغت سراو را ذکر نموده‌اند. ابن حوقل در وصف این شهر گفته است سراو شهری است نیکو و دارای چند آسیاب که گرداگرد آن را مزارع غله خیز و باغستان‌ها پر فراگرفته و مهمانخانه‌ای پاکیزه و بازارهایی خوب دارد.

## تاریخ

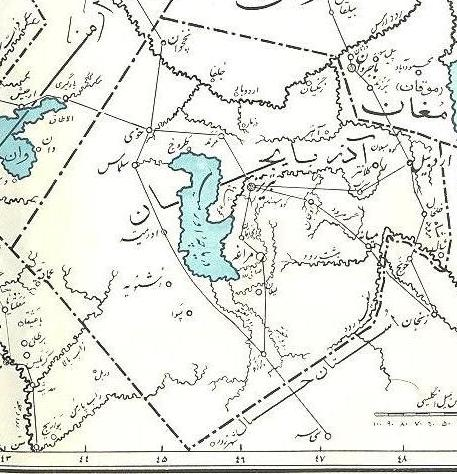
سرآب، استان آذربایجان در دوره خلفای عباسی

مراکز تمدن عهد باستان، معمولاً پس از ویرانی و انهدام در اثر حملات دشمنان، دوباره بازسازی نمی‌شد، شهر سرآب در زمان اورارتوری ها مرکز تجارت بود و دارای قلعه ای در روستای رازلیق از آن زمان است که کتیبه سنگی به خط میخی در دیوار آن نقش بسته که در موزه شهر تبریز نیز یک کپی با ترجمه آن موجود است اما شهر سرآب بعد از شکست اورارتوها، در دوران حکمرانی پارت‌ها نیز از رونق کافی برخوردار شد و مورد توجه حکم رانان پارتی بود. وجود تپه‌های باستانی، تل‌ها و سفالینه‌های کشف شده در منطقه، شاهد این مدعا است. در منطقه سرآب آثار متعددی از جمله معابد سنگی، قلاع و یک چهار طاقی متعلق به دوران تمدن ساسانی بر جای مانده که مبیّن اهمیت آن، در دوره ساسانی است.

## وضعیت طبیعی

### جغرافیا
شهر سرآب با مساحت ۷۳ کیلومترمربع در شمال شرقی استان آذربایجان شرقی واقع گردیده است. ارتفاع این شهر از سطح دریا ۱۶۵۰ متر می‌باشد. براساس آخرین تقسیمات کشوری، شهر سرآب مرکز ۹ دهستان و ۳ نقطه شهری به نامهای مهربان، شربیان و دوزدوزان است.

### رودها
مهم‌ترین رودخانه‌های جاری در منطقه عبارتند از سوین، آغمیون، پسلر و تاجیار که از دامنه‌های سبلان سرچشمه می‌گیرند و از شمال به جنوب جریان می‌یابند. رود وانِق چای نیز از کوه‌های بزقوش سرچشمه گرفته و در جنوب سرآب با پیوستن به سایر رودخانه‌ها، آجی چای را تشکیل می‌دهد. در منطقهٔ مهربان هم رودخانهٔ ارزنق به آنها ملحق می‌شود.
روی هم رفته شهرستان سرآب یکی از مناطق نسبتاً پرآب استان آذربایجان شرقی به‌شمار می‌رود و علاوه بر آبهای سطح الارضی تعداد ۱۹۵ حلقه چشمه و قنات نیز در منطقه وجود دارد.

### آب و هوا
شهر سرآب به واسطه قرار گرفتن ما بین دو رشته کوه بزقوش در جنوب و ارتفاعات سبلان در شمال دارای آب و هوایی سرد و کوهستانی است و یکی از نقاط سردسیر کشور به‌شمار می‌رود. تعداد روزهای یخبندان در سرآب به‌طور متوسط ۱۶۰ روز در سال و مقدار بارندگی سالانه در شهرستان سرآب به‌طور میانگین بین ۲۵۰-۳۰۰ میلیمتر در سال می‌باشد.

## فاصله با شهرها
فاصله با تبریز: ۱۳۴ کیلومتر
فاصله با اردبیل: ۸۶ کیلومتر
فاصله با سرعین:۷۲ کیلومتر
فاصله با تهران:۶۸۰ کیلومتر
فاصله با آستارا:۱۵۰ کیلومتر
فاصله با میانه:۱۶۵ کیلومتر
فاصله با بستان آباد:۶۶کیلومتر

## مردم

### قومیت
ساکنان شهرستان سرآب آذربایجانی می‌باشند.

### زبان
مردم این شهر به زبان ترکی آذربایجانی تکلم می‌کنند.

## معابر و میدان‌ها و محله‌ها
- خیابان امام خمینی
- خیابان ورزش [منطقه اسدآباد ؛اسد خان صلحی]
- میدان انقلاب
- چهارراه فردوسی
- میدان بسیج (توحید)
- خیابان علوی
- میدان هفت تیر
- شهرک گلها
- خیابان فردوسی
- سه راه نماز
- خیابان پاسداران
- میدان چمران
- بلوار بهشتی
- چهارراه مالیات (دارایی)

## جاذبه‌های گردشگری

### جاذبه‌های گردشگری و تفریحی
- بلندترین پل معلق خاورمیانه در روستای گردشگری سهزاب
- پارک و شهربازی شهید بهشتی
- پارک لاله
- منطقه گردشگری و آبگرم اردها
- روستای سرسبز و آبگرم بکر و ییلاقات جلده باخان
- آبشار اسبفروشان
- طبیعت روستای آغمیون
- باغ بهشت رازلیق
- سد آبرس
- سلی چای روستای سهزاب
- طبیعت منطقه سرسبز دربند در روستای میرکوه[۷]
- آبشار (شرشر) میرکوه علیا (سلطان)

### آثار تاریخی

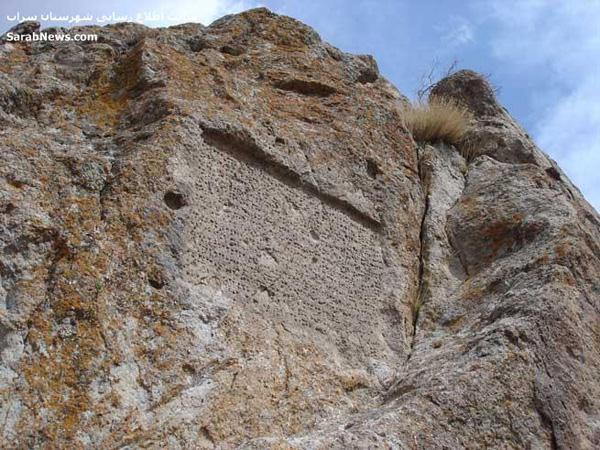
سنگ نوشته رازلیق

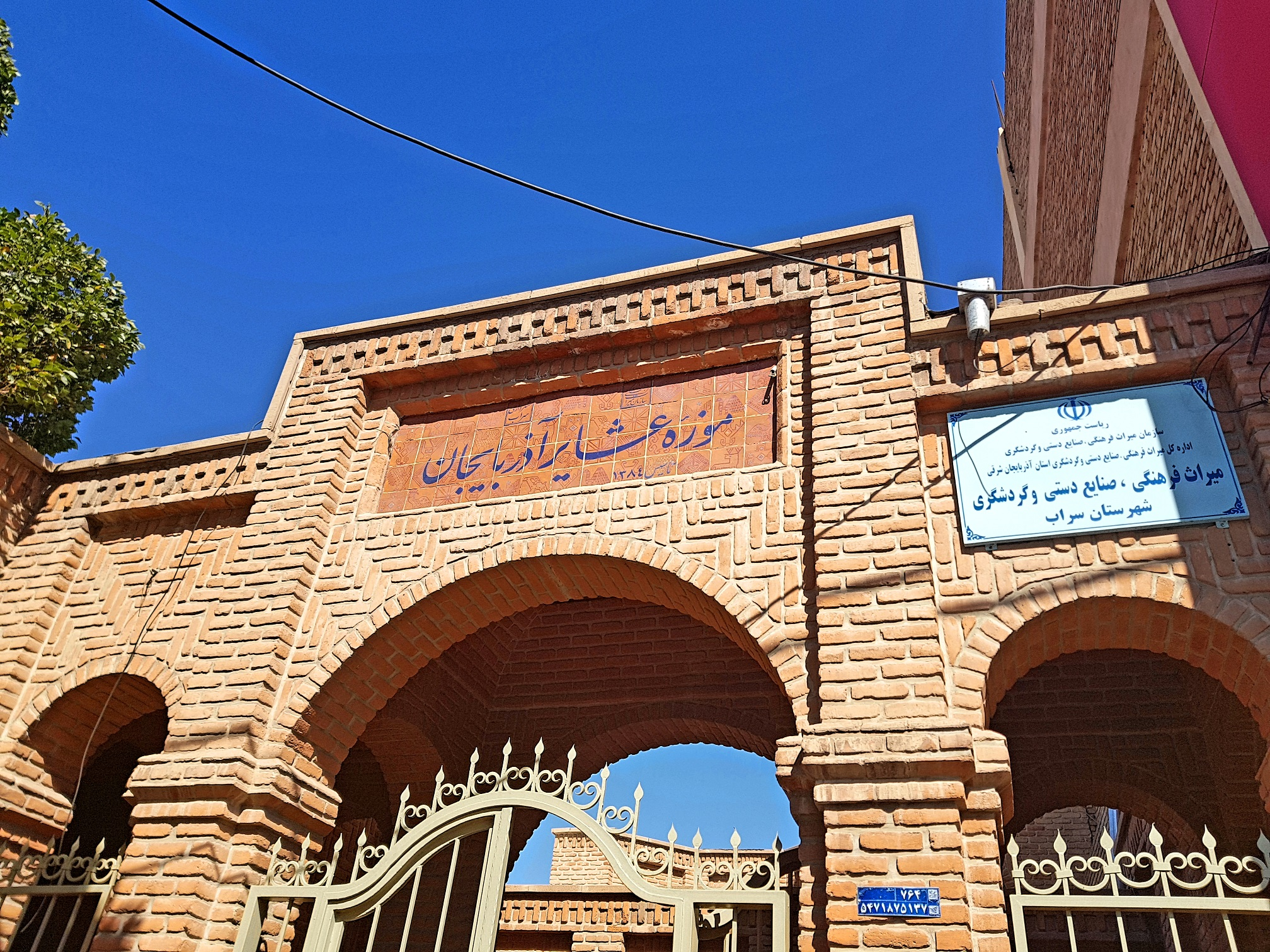
موزۀ مردم‌شناسی عشایر سرآب

- مسجد جامع سرآب
- مسجد جامع جلده باخان
- موزه مردم‌شناسی عشایر سرآب
- پل روستای اوغان
- برج روستای گاودوش آباد
- تیمچه حاج ملک
- مسجد روستای اسفستان
- کتیبه رازلیق
- سنگ نوشته تاریخی قلعه جوق
- چهار طاق آغمیون

### جاذبه‌های مذهبی
- امامزاده بزرگ (سرآب)[۸]
- مسجد جامع سرآب
- مسجد خلیفه‌بیگی سرآب

## مراکز خرید

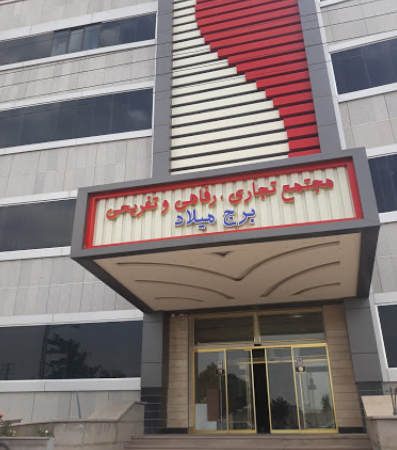
برج میلاد سرآب

- راسته‌بازار سرآب
- برج میلاد سرآب
- پاساژ امام رضا
- مرکز خرید زمرد
- مرکز خرید قائم
- پاساژ سلامی
- بازارچه شیخ‌الاسلام
- تیمچه حاج ملک

## سوغاتی

### لبنیات محلی
کره محلی و لبنیات شهرستان سرآب از دیرباز به عنوان یکی از مهم‌ترین و معروف‌ترین ره آوردها و سوغات این شهر پر آوازه محسوب می‌شود.
در قدیم الایام به روش سنتی و با خمره، مشک و … به این صنعت می‌پرداختند که به تدریج به صورت شغلی درآمدزا وارد چرخه بازار شد و یکی از منابع درآمد خانواده‌های روستایی شهرستان سرآب محسوب شد.
با گذشت زمان و پیشرفت تکنولوژی، خمره‌ها و مشک‌ها جای خود را به دستگاهای کره‌گیری به وارد این صنعت سنتی شده بودند، دادند.
اما با این وجود، هم‌اکنون خانواده‌های متعددی هستند که به روش سنتی کره‌گیری می‌کنند و همین موضوع باعث می‌شود فرق حاصل بین کره‌های سنتی و کره‌های دستگاهی را چه در طعم، چه در کیفیت و چه در رنگ و ماندگاری این محصول، تشخیص داد.

### فطیر
فتیر سرآب که با یک روش سنتی پخته می‌شود یکی از سوغات معروف سرآب است که در قنادی‌های این شهر فروخته می‌شود. فتیر به عنوان یک سوغات کام مسافران شهر را شیرین می‌کند و مهمان صبحانه‌های مردم سرآب نیز هست.

### عسل طبیعی
عسل طبیعی سرآب که محصول زنبورداران سرآبی در بهار و تابستان در مناطق سرسبز شهر سرآب یکی از مهم‌ترین سوغات سرآب است.

### فرش دستبافت
فرش دستبافت سرآب شناخته‌شده‌ترین صنایع دستی این شهر به شمار می‌آید.

## مراکز آموزشی و تحصیلی
- دانشگاه آزاد اسلامی سرآب[۹]
- دانشکده علوم پزشکی سرآب[۱۰]
- دانشگاه پیام نور واحد سرآب
- دانشگاه فنی حرفه‌ای پسران سرآب
- دانشگاه فنی حرفه‌ای سما سرآب
- دانشگاه فرهنگیان سراب
- دانشکده علوم پزشکی دانشگاه ازاد سراب
- دانشگاه سراب

## مهمانسراها
- هتل رستوران جهانگردی سرآب
- هتل و غذاخوری آذربایجان
- مهمانپذیر فردوس نو
- مسافرخانه متین
- خانه معلم سرآب

## اماکن فرهنگی

### سینما
- سینما آزادی

در حال حاضر سینما آزادی تنها سینمای شهرستان سرآب است. این سینما متأسفانه به دلیل عدم رسیدگی اکنون حدود ۱۵ سال است که فعالیت نمی‌کند و بسته است.

### کتابخانه
- کتابخانه شاه قاسم انوار
- کتابخانه شیخ ولی‌الله اشراقی[۱۱]

## اقتصاد و صنعت
- کشاورزی

این شهرستان با دارا بودن زمین هموار و حاصلخیز از نظر کشاورزی مستعد است. کشت محصولات کشاورزی زیر از عمومیت بیشتری برخوردار است. گندم، سیب زمینی، سبزیجات، خیار، گوجه فرنگی و حبوبات این شهر دارای شهرت بسیاری است. همچنین باغ‌های سیب، گلابی، گردو، توت فرنگی، گوجه سبز، گلابی، پیاز و زردآلو شهرستان سرآب از محبوبیت خاصی در استان آذربایجان شرقی و ایران برخوردار می‌باشد.
- صنعت

هم چنین کارخانجات بسیاری از جمله سرآب‌بافت (صنایع پارچه)، شبنم سرآب (صنایع لبنیاتی)، هنرسرآب و … فعالیت می‌کنند.

## ترابری

### پایانه مسافربری آزادی سرآب
پایانه مسافربری آزادی که با نام ترمینال سرآب هم شناخته می‌شود در حال حاضر تنها واحد مسافربری شهرستان سرآب است که در ورودی شهر واقع شده است. روزانه اتوبوس‌هایی از این پایانه برای شهرهای اردبیل، تبریز و تهران،گنبد،گرگان تردد می‌کنند.

### ایستگاه راه‌آهن سرآب
خط راه‌آهن سرآب-بستان‌آباد از سال ۱۳۹۷ در حال احداث است و هنوز ایستگاه سرآب تأسیس نشده و ساخت خط ریلی آن به پایان نرسیده است.

## مشاهیر
اولین مدال‌آور پارالمپیکی شهر از روستای شربیان محمد خالقی در رشته والیبال نشسته در المپیک پکن ۲۰۰۸ و نقره لندن ۲۰۱۲ بوده.
- حاج قهرمان صدری جلده باخانی

وی در سال‌های دور یکی از پهلوانان نامی روستای جلده باخان و سرآب بود که در اکثر مسابقات پیروز میدان بود و مسابقه کشتی وی با پهلوان روس در زمان پهلوی و برنده شدن در آن میدان از افتخارات این قهرمان است و از اعطای مدال پیروزی از دست محمدرضاشاه به وی عکسی به یادگار مانده است.
- شاه قاسم انوار

شاعر و یکی از بزرگان صوفیهٔ ایران در پایان سدهٔ هشتم و آغاز سدهٔ نهم هجری که آثار جالبی به نظم و نثر فارسی دارد و در شعر بیشتر «قاسم» و «قاسمی» و گاهی «قاسم انواری» تخلص کرده و در روزگار خویش از مردان بزرگ و نام‌آور و متنفذ ایران بوده. وی به سال ۷۵۷ هـ ق در سرآب به دنیا آمده و در ربیع‌الاخر سال ۸۳۷ در قصبهٔ «خرجرد» ولایت جام (شهر تربت جام) از دنیا رفته است.
- علامه امینی

عبدالحسین امینی ملقب به علامه امینی (از عالمان بسیار مشهور شیعه)، اهل روستای سردها، شهر سرآب می‌باشند. علامه امینی نویسنده کتاب الغدیر نیز هست. علامه امینی در سال ۱۳۴۹ درگذشت. آرامگاه او در حرم امام علی در شهر نجف قرار دارد.
- صابر آتشین

صابر آتشین بازیگر ایرانی و پدر گوگوش (خواننده مشهور ایرانی) اهل شهر سرآب می‌باشد.
- عزیز نصیرزاده

عزیز نصیرزاده سرتیپ خلبان در نیروی هوایی ارتش جمهوری اسلامی اهل شهر سرآب است. مدتی فرمانده نیروی هوایی بود واز سال ۱۴۰۰ به‌عنوان جانشین سرلشکر پاسدار باقری می‌باشد.
- جهانبخت توفیق

توفیق جهانبخت در سال ۱۳۱۰ در سرآب زاده شد. او یک برادر دیگر به نام اسد فیروزه و یک خواهر هم داشت. پدرش محمد جهانبخت به همراه مادرش پس از تولد او به تهران کوچ کردند. توفیق در کشتی آزاد دارندهٔ مدال برنز بازی‌های المپیک ۱۹۵۲ هلسینکی و همچنین برندهٔ نخستین مدال طلای قهرمانی کشتی جهان در تاریخ کشتی ایران است که آن را در مسابقات قهرمانی جهان ۱۹۵۴ توکیو در وزن ۶۷ کیلوگرم و با پیروزی بر اوله آندربری سوئدی که قهرمان جهان و المپیک بود، کسب کرد.
- امیر علی اکبری

امیر علی اکبری متولد ۲۰ آذر ۱۳۶۶ در شهرستان سرآب روستای جمال‌آباد از بخش مهربان است، ورزشکار پیشین کشتی فرنگی و مبارز کنونی هنرهای رزمی ترکیبی اهل ایران است. او قهرمان مسابقات قهرمانی کشتی فرنگی جهان در ۲۰۱۰، برندهٔ برنز این مسابقات ۲۰۰۹ و نیز مدال طلای قهرمانی کشتی آسیا ۲۰۰۹ است. او در سال ۲۰۱۳ و پس از دومین پروندهٔ دوپینگ، برای همیشه از حضور در مسابقات کشتی محروم شد و به مبارزات ترکیبی روی‌آورد. علی‌اکبری پس از مدتی در ای‌سی‌ای و رایزین مبارزه کرد و در حال حاضر در رقابت‌های سازمان وان چمپیونشیپ مبارزه می‌کند.
- غلامحسین الطافی

متولد ۱۳۵۰ روستای فرکوش سرآب
از هنرمندان بنام و بین المللی دررشته هنرهای تجسمی خوشنویس نقاش گرافیست نقاشیخط که فعالیت خود را درسال ۱۳۶۴ شروع کرد و در‌حال حاضر در تهران به فعالیت خود در آکادمی هنری گالریا ادامه می‌دهد او بیش از ۱۵نمایشگاه خارجی و۳۰نمایشگاه گروهی درپرونده هنری خود دارد دارای دکترین مهدویت رشته هنر و بیش از ۱۰۰تقدیر نامه و لوح تقدیر از مراکز هنری جهان وایران دارد از نمایشگاه‌های او می‌توان به سازمان ملل در ژنو هلسینگی فنلاند رم ایتالیا استانبول ترکیه مینسک بلاروس و امارات. عربستان. عراق. بوسنی. مالزی و… اشاره کرد

## نگارخانه

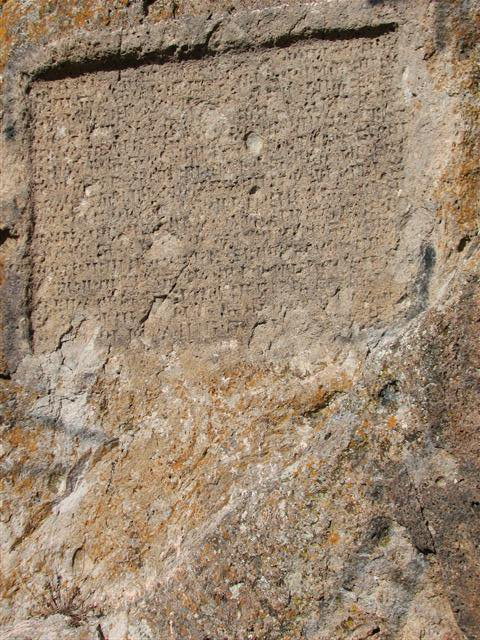
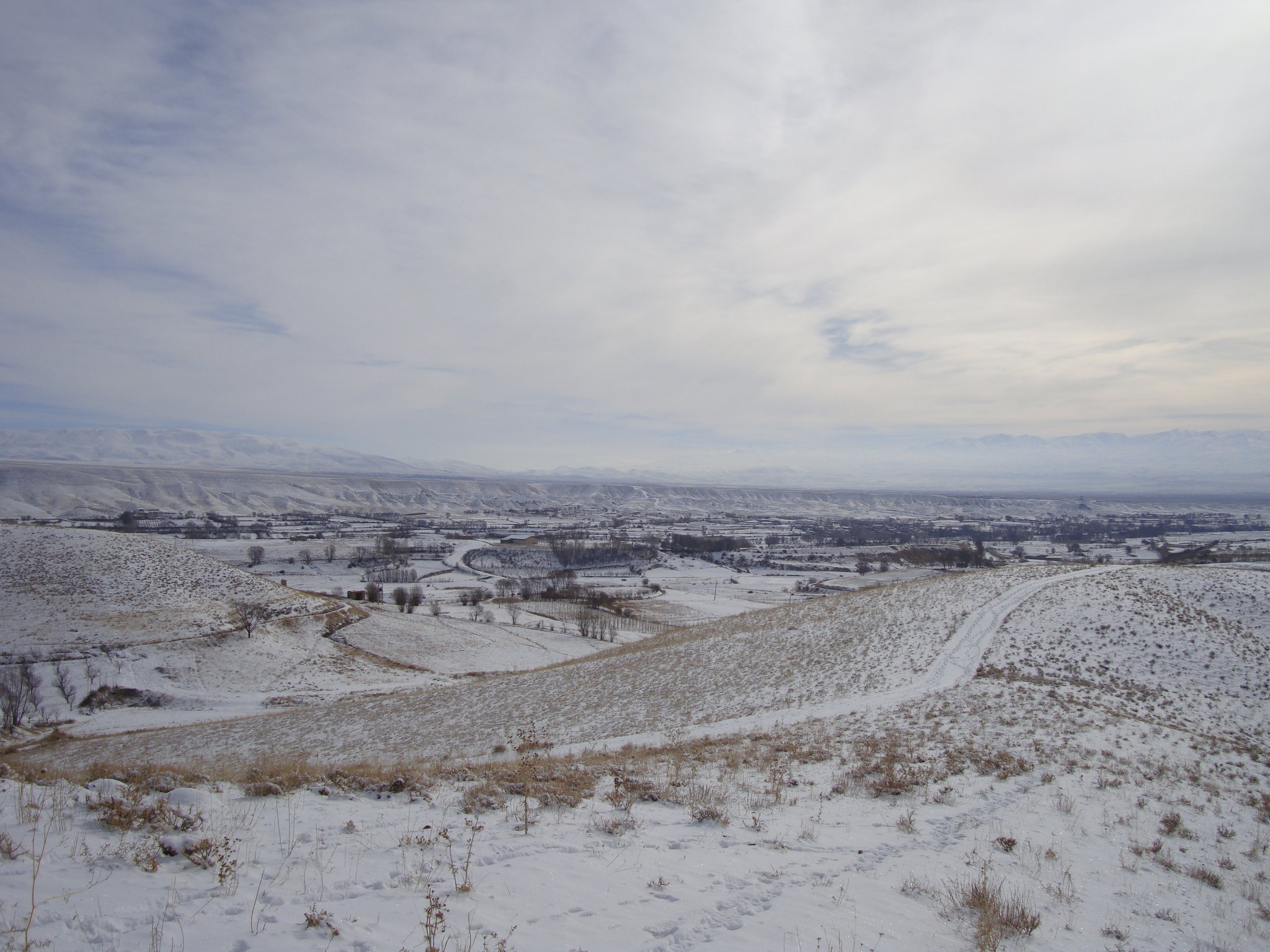
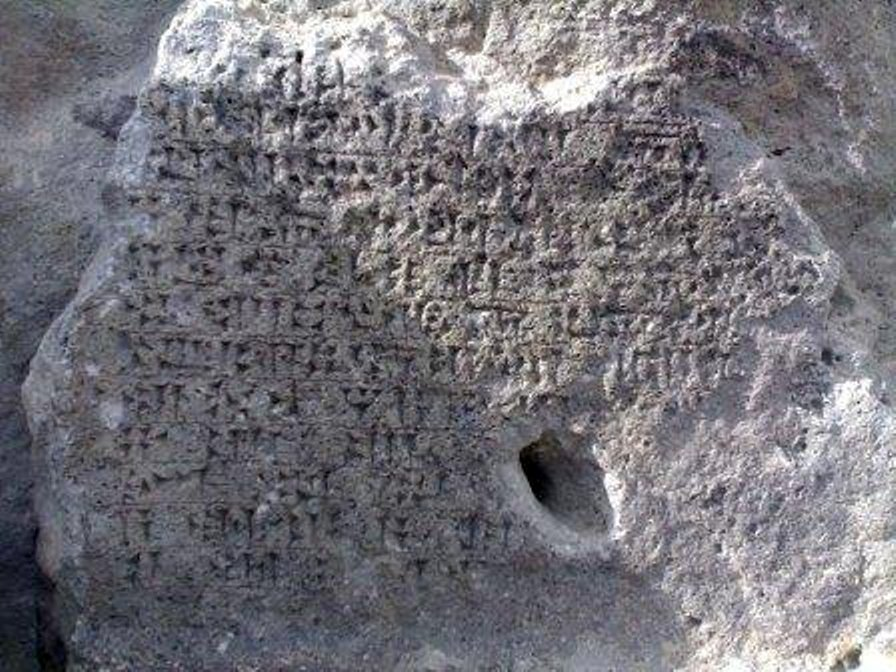
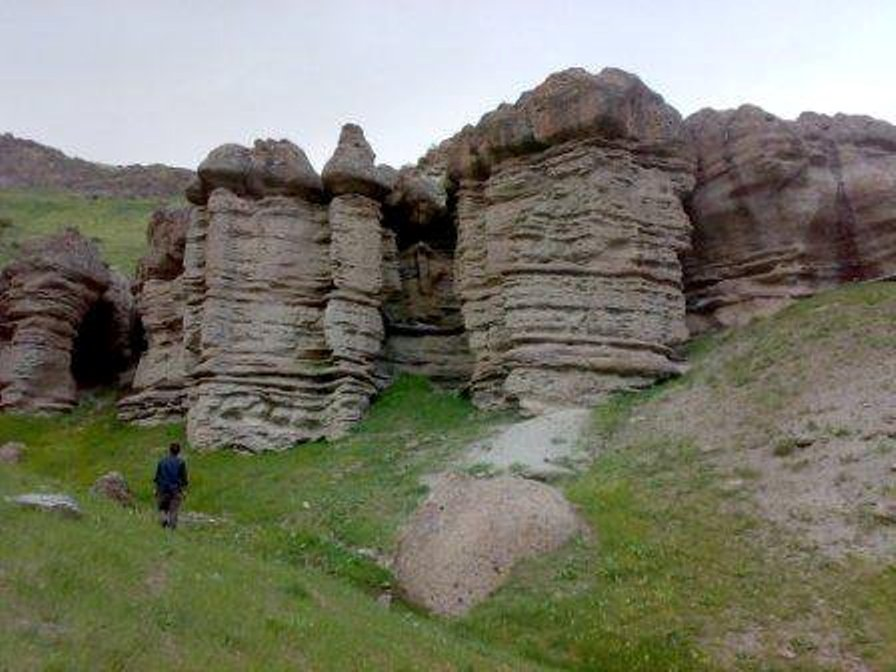
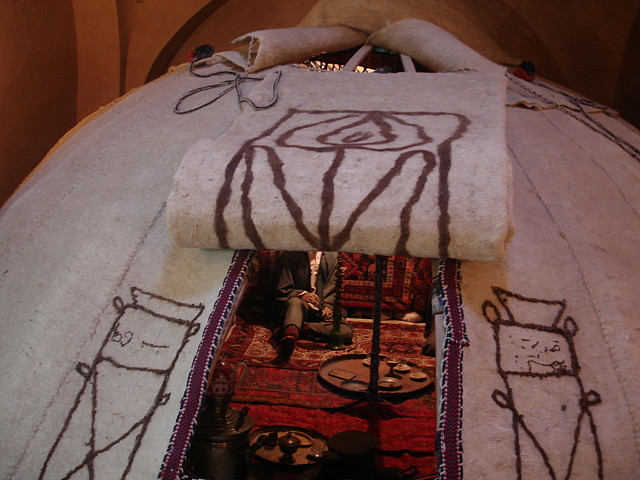
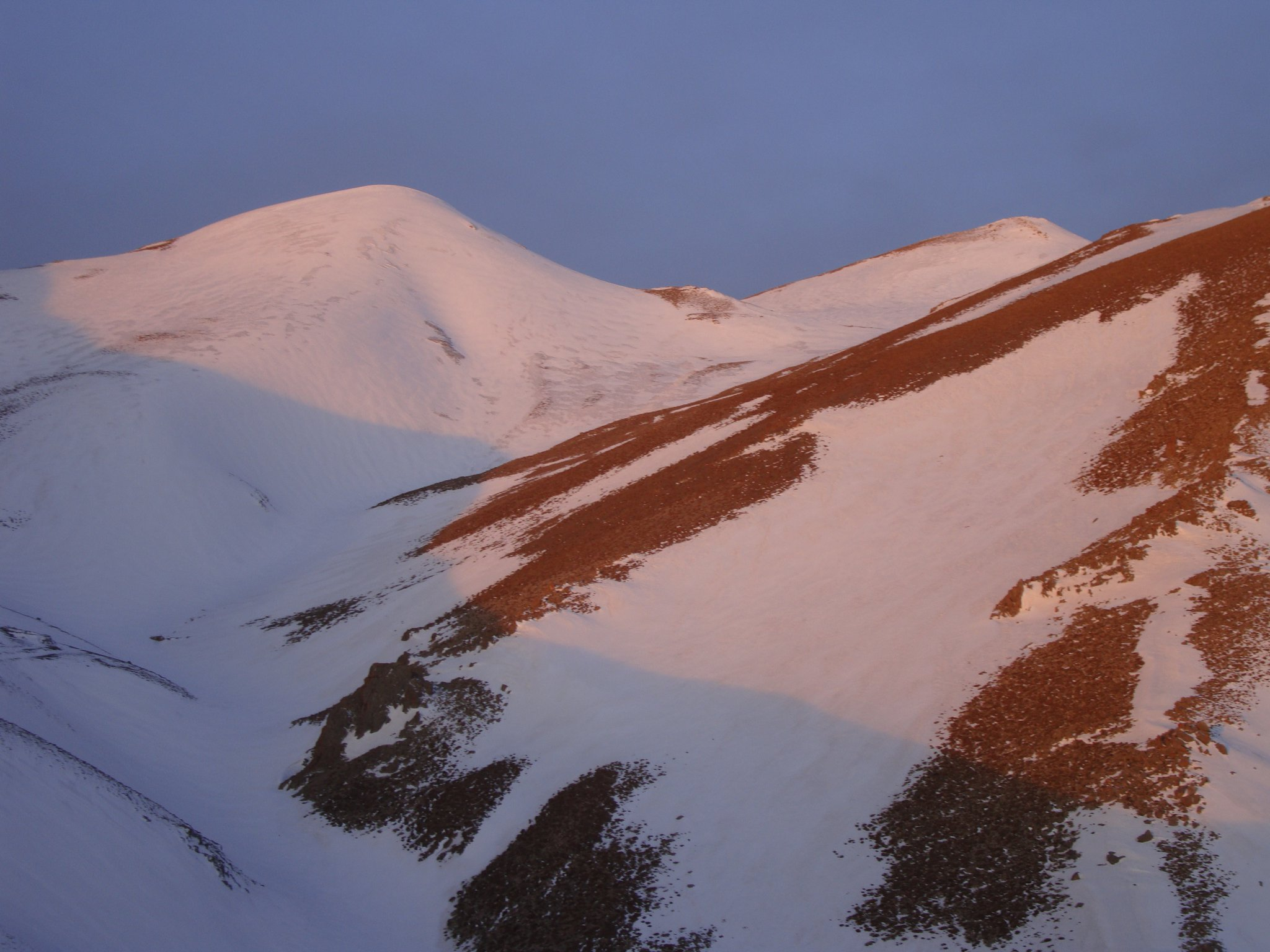
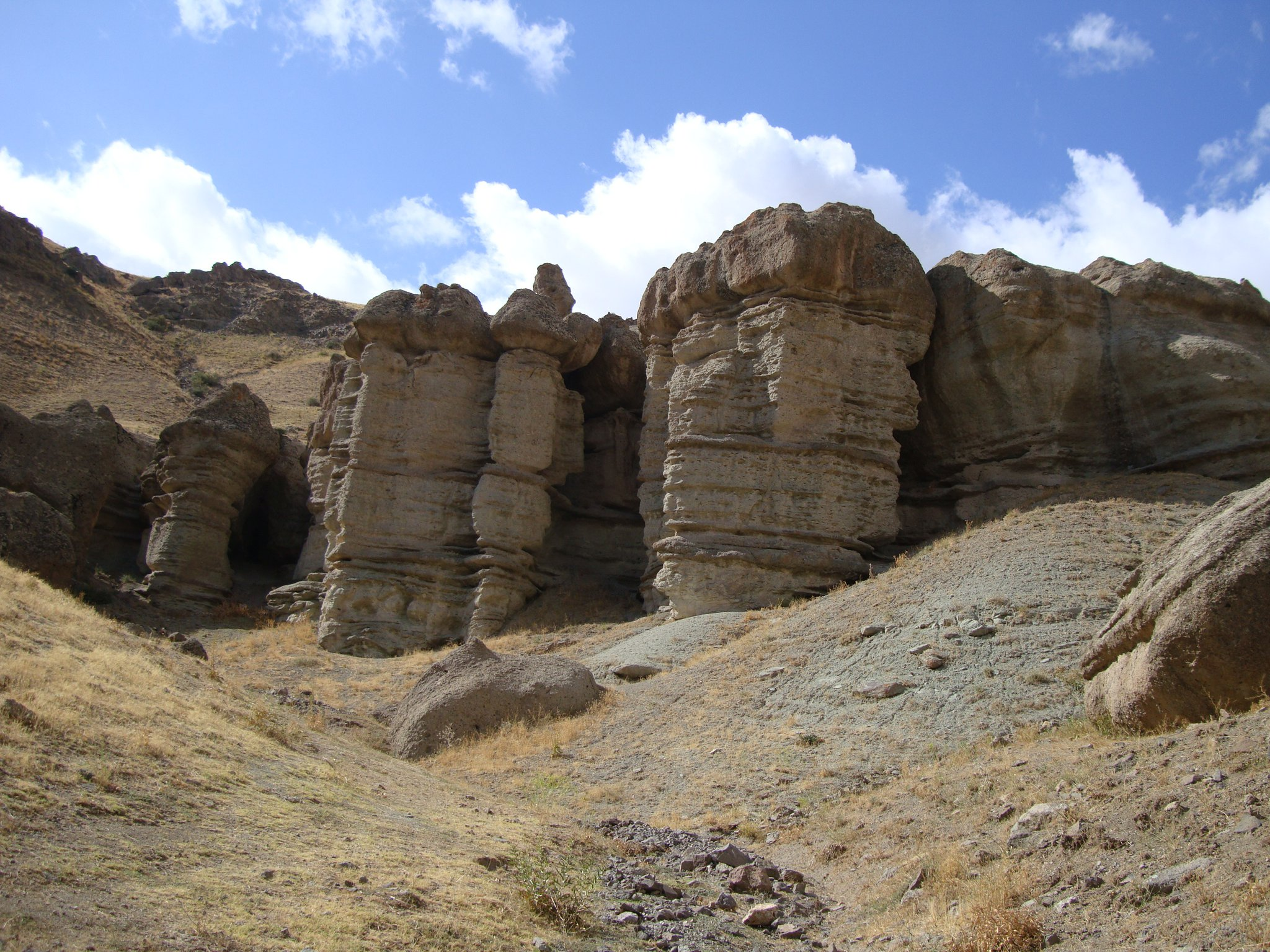